# Strzyboga (gromada)
Strzyboga – dawna gromada, czyli najmniejsza jednostka podziału terytorialnego Polskiej Rzeczypospolitej Ludowej w latach 1954–1972.
Gromady, z gromadzkimi radami narodowymi (GRN) jako organami władzy najniższego stopnia na wsi, funkcjonowały od reformy reorganizującej administrację wiejską przeprowadzonej jesienią 1954 do momentu ich zniesienia z dniem 1 stycznia 1973, tym samym wypierając organizację gminną w latach 1954–1972.
Gromadę Strzyboga siedzibą GRN w Strzybodze utworzono – jako jedną z 8759 gromad na obszarze Polski – w powiecie skierniewickim w woj. łódzkim, na mocy uchwały nr 39/54 WRN w Łodzi z dnia 4 października 1954. W skład jednostki weszły obszary dotychczasowych gromad Strzyboga, Budy Trzcińskie, Podtrzcianna, Podstrobów, Rawiczów, Podfranciszkany i Adamów ze zniesionej gminy Kawenczyn Nowy oraz obszary dotychczasowych gromad Kazimierzów, Rzędków Nowy, Kwasowiec i Rzędków Stary (z wyłączeniem wsi Wólka Strobowska i parcelacji Wólka Strobowska) ze zniesionej gminy Dębowa Góra w tymże powiecie. Dla gromady ustalono 13 członków gromadzkiej rady narodowej.
Gromadę zniesiono 31 grudnia 1961, a jej obszar włączono do gromady Kawenczyn Nowy.